# 브루클린 파피루스 35.1446
브루클린 파피루스 35.1446은 간단히 파피루스 브루클린으로도 알려져 있으며, 현재 브루클린 미술관에 소장되어 있는 고대 이집트 문서이다.

## 고고학적 역사
이 문서는 1881년에서 1896년 사이에 찰스 에드윈 윌버가 이집트에서 구입했다. 이 문서는 아마도 테베에서 온 것으로 보인다. 윌버가 사망한 후, 파피루스는 1916년 그의 미망인에 의해 브루클린 미술관에 기증되었지만, 찰스 윌버의 딸인 테오도라 윌버의 집에 1935년까지 남아 있었다. 당시 이 파피루스는 약 600개의 작은 조각들로 구성되어 있었는데, 이 조각들은 1950년부터 1952년까지 재조립되었다. 1955년에는 윌리엄 C. 헤이즈가 이 파피루스를 출판했다. 이 파피루스는 이집트 중왕국 시대의 가장 중요한 현존하는 행정 문서 중 하나이다.:127

## 내용

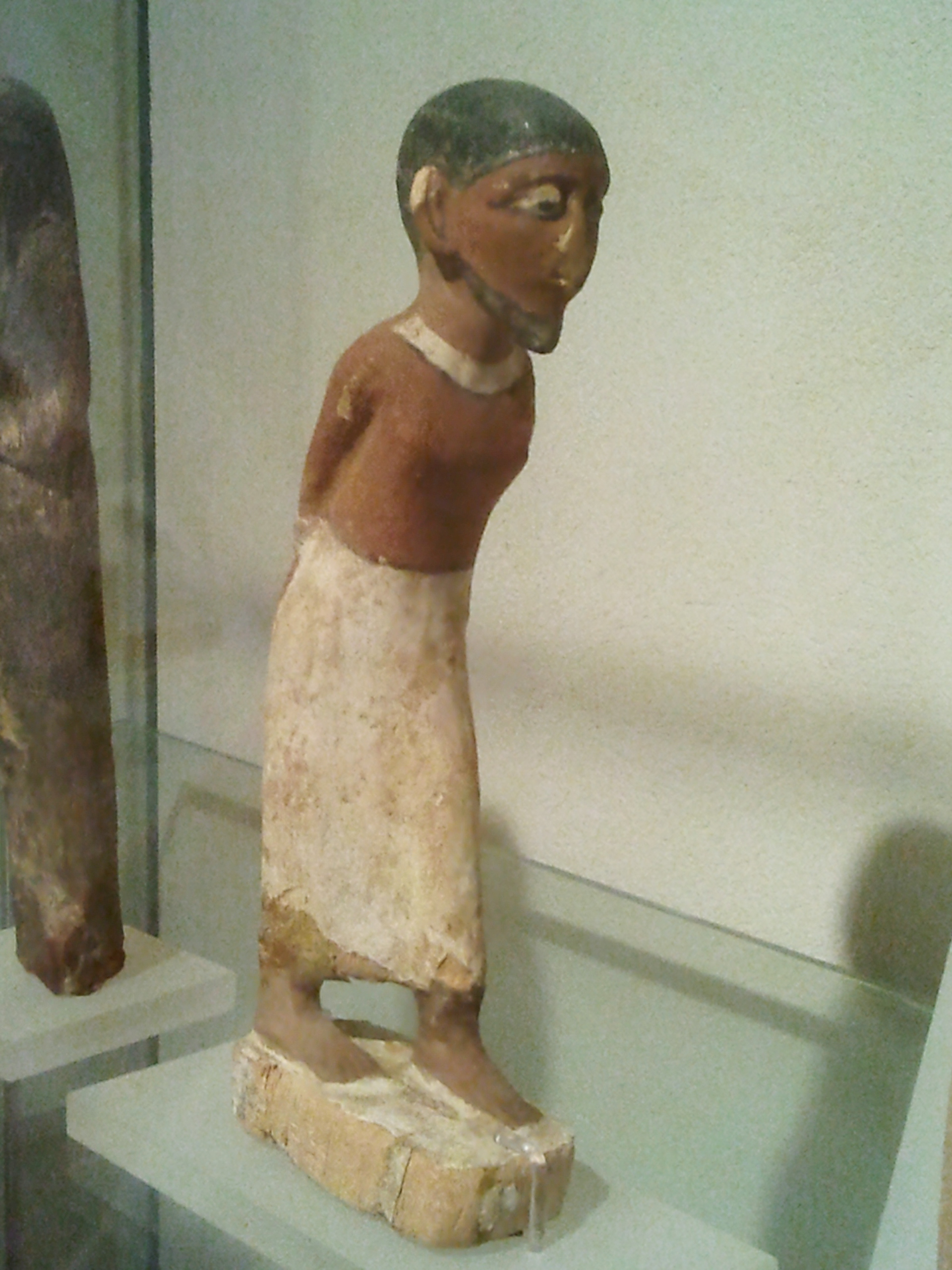
이집트에서 발견된 셈족 노예상

이 파피루스는 양면에 기록되어 있으며 기원전 1809년에서 1743년 사이의 것으로 추정된다.

### 앞면 (recto)
앞면에는 큰 감옥/노동 수용소(ḫnrt-wr)에서 탈출한 것으로 보이는 이집트인 80명의 목록이 여러 열에 걸쳐 작성되어 있으며, 이들의 발견 사실을 등록하고 있다. 문서에는 이들의 이름, 아버지의 이름, 그리고 고위 관리, 원래 소속되었던 장소 또는 기관이 나열되어 있다. 다른 열에는 해당 인물이 남성인지 여성인지에 대한 기록이 있다. 그 뒤에는 행정 진술, 사건이 확인되고 난민들이 현재 있는 곳에 대한 기록이 있는 장소가 따른다. 마지막으로 사건이 종결되었는지 여부에 대한 두 가지 기록이 있다.:128-40 내용은 아메넴헤트 3세의 통치 시기부터 이집트 제13왕조까지의 것으로 보인다. 문서에는 재상 안크후에게 보내는 편지와 칙령의 사본도 포함되어 있다.:140-6
이 목록의 내용은 논란의 여지가 있는 연구 대상이었으며, 기본적으로 두 가지 상반된 접근 방식이 있다. 한편으로는 이 문서가 이집트를 강제 국가로 보여주는 증거로 간주되며, 인구의 일부가 강제 노동에 시달렸고 이들이 그 노동을 너무나 압도적으로 여겨 도피했다는 시각이 있다. 다른 한편으로는, 이 문서가 수십 년의 기간을 다루고 있으며 그러한 기간 동안의 난민 수가 그리 많지 않다는 점이 지적되었다. 씨족 책임의 증거는 주목할 만하다. 도망자들이 잡히지 않는 한 친척들이 붙잡혔다.

### 뒷면 (verso)
문서의 뒷면은 95명의 하인(그 중 45명은 아시아 출신)을 세네브티시라는 여성에게 양도하는 내용을 다루고 있으며, 이 여성은 앞서 언급된 재상 안크후의 아들인 재상 레세네브의 미망인으로 보인다. 특히 이 목록에 있는 많은 아시아 이름들은 연구자들의 관심을 불러일으켰고, 제13왕조 시대 이집트의 외국인 비율이 높았음을 보여준다.:147-9